# Hannibal – Der Albtraum Roms
Hannibal – Der Albtraum Roms (Originaltitel: Hannibal – Rome’s Worst Nightmare) ist ein von der BBC produzierter dramatisierter Dokumentarfilm aus dem Jahr 2006 über den karthagischen Heerführer Hannibal.
Die titelgebende Hauptrolle übernahm der britisch-sudanesische Schauspieler Alexander Siddig. In weiteren Rollen sind Mido Hamada, Emilio Doorgasingh, Shaun Dingwall, Tristan Gemmill, Ben Cross und Vincent Riotta zu sehen.
Hauptaugenmerk legt der Film auf Hannibals Feldzug während des Zweiten Punischen Krieges.

## Handlung
Bereits in jungen Jahren bekommt Hannibal Barkas von seinem Vater gelehrt, in Rom einen erbitterten Erzfeind zu sehen. Er wächst mit der Überzeugung auf, die Niederlage, die sein Vater im Ersten Punischen Krieg erlitt, zu rächen.
Im Jahre 219 v. Chr. greift Hannibal die im heutigen Spanien gelegene Stadt Sagunt an, wohl wissend, dass dieser Akt Saguntums Verbündeten Rom provozieren werde. Sein Plan erweist sich als erfolgreich. Der vom römischen Senat entsandte Fabius Maximus erklärt Karthago den Krieg. In der Folge beginnt Hannibal mit dem Ausheben seiner multiethnisch-multinationalen Armee, bestehend aus Südeuropäern und Nordafrikanern. Gegen den Willen seiner Brüder, Mago und Hasdrubal, und  seinem treuen Gefolgsmann Maharbal beschließt Hannibal, den Kampf nach Rom zu tragen und nicht wie im ersten Krieg einen Verteidigungskampf zu führen. Weiterhin eröffnet er seinen Männern, den gewagten Weg über die Alpen zu nehmen. Hasdrubal wird zum Schutz der karthagischen Provinzen auf dem europäischen Festland zurückgelassen, ebenso Hannibals Frau Imilce als Gefangene, um ein Überlaufen des Volkes zu Rom zu verhindern.
Auf ihrem Marsch von Spanien, über Gallien nach Italien, stößt die riesige Armee auf die ersten Probleme. Nicht nur gerät sie in Hinterhalte der Gallier, sondern hat auch mit Vorratsknappheit und Krankheiten zu kämpfen. Währenddessen bereiten sich die römischen Truppen auf den Angriff auf Karthago vor. Publius Scipio, einer der zwei Militärkonsuln, und sein Sohn, die an der Rhone im südlichen Gallien stationiert sind, verpassen Hannibals Armee, welche bereits auf die Alpen zumarschiert. Sie planen, sie auf der anderen Seite zu attackieren, wenn Hannibals Truppen durch den langen Marsch geschwächt sind.
Der Weg über die Alpen erweist sich als todbringend für Mensch und Tier. Neben Pferden führt Hannibal auch 35 Elefanten nach Italien. Als die andere Seite erreicht ist, ist etwa die Hälfte von Hannibals Armee dem Hunger und den klimatischen Bedingungen zum Opfer gefallen. Hannibal glaubt dennoch an den Sieg. Es gelingt ihm, im Norden Italiens Feinde von Rom für seine Sache zu gewinnen. Nach einem ersten Gefecht gegen die kleine Armee des Scipio-Clans, in dessen Verlauf Publius beinahe von einem Pfeil getötet wird, übernimmt Sempronius Longus, der zweite Militärkonsul, das Kommando. Hannibal beweist bei jedem seiner Gefechte taktische Raffinesse und nutzt das Überraschungsmoment. Bei der Schlacht an der Trebia und am Trasimenischen See töten Hannibals Soldaten beinahe 35.000 römische Soldaten, einschließlich Longus.
Rom gerät zunehmend in Panik, da Hannibal der Stadt bereits gefährlich nahegekommen ist. Während Fabius Maximus auf Zeit spielen will, setzt sich der junge und ehrgeizige Gaius Terentius Varro mit seinem Vorhaben durch, stattdessen die Entscheidungsschlacht zu suchen. So kommt es im südlichen Italien zur Schlacht von Cannae. Etwa 40.000 Karthager stehen dabei einer fast doppelt so großen römischen Armee gegenüber. Hannibal gelingt es, die römische Armee zu umzingeln und nahezu völlig zu vernichten. Er fügte mit diesem Sieg Rom die größte militärische Niederlage zu. Hannibal sieht in der Folge davon ab, Rom einzunehmen, da er der Meinung ist, man müsse Rom nicht zerstören, um zu beweisen, dass man den Krieg gewonnen habe. Dies spielt wiederum der Taktik von Fabius Maximus in die Karten. Da Hannibal zögert, kann Rom seine Armee wiederherstellen und beginnt damit, die karthagischen Truppen stückweise zu dezimieren und auszuhungern.
Hannibal bittet in der Folge um weitere Unterstützung für den Krieg. Während sein Bruder Hasdrubal und seine Truppen zwar den Marsch nach Italien antreten, jedoch entdeckt und zerschlagen werden, sieht die politische Führung, allen voran Hanno der Große, davon ab, Hannibal die weitere Unterstützung zuzusagen, da sie der Meinung sind, der Krieg hätte schon zu vielen Karthagern das Leben gekostet.
Nachdem es im Konflikt um Italien praktisch zu einer Pattsituation gekommen ist, sucht der Sohn von Publius Scipio die Entscheidungsschlacht mit Hannibal. Der junge Kommandant lernte in den letzten drei Jahren des andauernden Krieges, die Taktik Hannibals zu studieren. Bei der Schlacht von Zama im heutigen Tunesien stehen sich die beiden Feldherren gegenüber. Scipio nutzt seine taktischen Kenntnisse und kann den karthagischen Feldherrn mit dessen Taktik besiegen. Sogar Hannibals Kriegselefanten erweisen sich als wirkungslos, da sie von den Römern in tödliche Korridore gelockt, zum Wenden gezwungen werden und in der Folge die eigenen Truppen angreifen. Hannibal gelingt dennoch die Flucht. Er verbringt die nächste Zeit im Exil und wird weiterhin erbittert von Scipio gesucht. Der Film endet damit, dass Hannibal durch Gift Suizid begeht und somit den Römern nicht in die Arme fällt.

## Entstehung und Produktion
Der Film wurde zu großen Teilen in Bulgarien gedreht. Er wurde erstmals am 5. Mai 2006 im deutschen Fernsehen ausgestrahlt. Am 14. Mai erfolgte die Ausstrahlung bei der BBC.

## Synchronisation
Die deutsche Synchronisation übernahm die Synchronfirma Scalamedia in München.
| Rolle                    | Darsteller           | Synchronsprecher   |
| ------------------------ | -------------------- | ------------------ |
| Hannibal Barkas          | Alexander Siddig     | Marcus Off         |
| Maharbal                 | Emilio Doorgasingh   | Frank Engelhardt   |
| Mago Barkas              | Mido Hamada          | Ole Pfennig        |
| Hasdrubal Barkas         | Bashar Rahal         | Pascal Breuer      |
| Publius Scipio Africanus | Shaun Dingwall       | Philipp Moog       |
| Gaius Terentius Varro    | Tristan Gemmill      | Martin Halm        |
| Fabius Maximus           | Ben Cross            | Crock Krumbiegel   |
| Publius Scipio           | Rob Dixon            | Walter von Hauff   |
| Imilce                   | Teodora Duchownikowa | Shandra Schadt     |
| Hanno der Große          | Vincent Riotta       | Ekkehardt Belle    |
| Erzähler                 | Kenneth Cranham      | Christoph Jablonka |